# 奧斯卡獎同一獎項獲多項提名的電影
以下是在最佳男女主角、男女配角、原創歌曲獎項中获得多项奥斯卡奖提名的电影列表。

## 最佳男主角
| 年份              | 电影           | 入圍者                                | 结果                            |
| ----------------- | -------------- | ------------------------------------- | ------------------------------- |
| 1935 （第8届）    | 《叛艦喋血記》 | 克拉克·盖博、查尔斯·劳顿和弗朗肖·托恩 | 維多·麥克勞倫以《告密者》獲獎   |
| 1944 （第17届）   | 《與我同行》   | 平·克勞斯貝和巴里·菲茨杰拉德          | 平·克勞斯貝獲獎                 |
| 1953 （第26届）   | 《亂世忠魂》   | 蒙哥馬利·克利夫特和伯特·蘭卡斯特      | 威廉·荷頓以《战地军魂》獲獎     |
| 1956年 （第29届） | 《巨人》       | 詹姆斯·迪恩和洛克·哈德森              | 尤·伯连纳以《國王與我》獲獎     |
| 1958 （第31届）   | 《逃狱惊魂》   | 托尼·柯蒂斯和薛尼·鮑迪                | 大衛·尼文以《鸳鸯谱》獲獎       |
| 1961 （第34届）   | 《紐倫堡大審》 | 马克西米连·谢尔和史賓塞·屈賽          | 马克西米连·谢尔獲獎             |
| 1964 （第37届）   | 《雄霸天下》   | 理查德·伯顿和彼得·奥图                | 雷克斯·哈里森以《窈窕淑女》獲獎 |
| 1969 （第42届）   | 《午夜牛郎》   | 达斯汀·霍夫曼和強·沃特                | 約翰·韋恩以《大地驚雷》獲獎     |
| 1972 （第45届）   | 《偵探》       | 米高·肯恩和劳伦斯·奥利弗              | 马龙·白兰度以《教父》獲獎       |
| 1976 （第49届）   | 《螢光幕後》   | 彼得·芬奇和威廉·霍尔登                | 彼得·芬奇獲獎                   |
| 1983 （第56届）   | 《化妝師》     | 湯姆·寇特內和亞伯特·芬尼              | 勞勃·杜瓦以《溫柔的慈悲》獲獎   |
| 1984 （第57届）   | 《阿瑪迪斯》   | F·默里·亚伯拉罕和湯姆·哈斯            | F·默里·亚伯拉罕獲獎             |

## 最佳女主角
| 年份            | 电影         | 入圍者                       | 结果                            |
| --------------- | ------------ | ---------------------------- | ------------------------------- |
| 1950 （第23届） | 《彗星美人》 | 安妮·巴克斯特和贝蒂·戴维斯   | 茱蒂·霍利德以《絳帳海堂春》獲獎 |
| 1959 （第32届） | 《夏日痴魂》 | 凯瑟琳·赫本和伊丽莎白·泰勒   | 西蒙·西涅莱以《金屋泪》獲獎     |
| 1977 （第50届） | 《轉捩點》   | 安妮·班克罗夫特和莎莉·麥克琳 | 黛安·基顿以《安妮·霍尔》獲獎    |
| 1983 （第56届） | 《親密關係》 | 莎莉·麥克琳和黛博拉·温姬     | 莎莉·麥克琳獲獎                 |
| 1991 （第64届） | 《末路狂花》 | 吉娜·戴维斯和蘇珊·莎蘭登     | 茱蒂·佛斯特以《沉默的羔羊》獲獎 |

## 最佳男配角
| 年份               | 电影                 | 入圍者                                       | 结果                                  |
| ------------------ | -------------------- | -------------------------------------------- | ------------------------------------- |
| 1939 （第12届）    | 《華府風雲》         | 哈里·凯瑞和克勞德·雷恩斯                     | 托马斯·米切尔以《驛馬車》獲獎         |
| 1951 （第24届）    | 《暴君焚城錄》       | 里奧·吉恩和彼得·尤斯汀諾夫                   | 卡尔·莫尔登 以《慾望街車》獲獎        |
| 1953 （第26届）    | 《原野奇侠》         | 布兰登·德威尔德和杰克·帕兰斯                 | 法蘭克·辛納屈 以《亂世忠魂》獲獎      |
| 1954 （第27届）    | 《岸上風雲》         | 李·J·谷、卡尔·莫尔登和洛·史泰格              | 艾德蒙·奥布莱恩以《赤足天使》獲獎     |
| 1957 （第30届）    | 《冷暖人间》         | 阿瑟·肯尼迪和鲁斯·谭柏林                     | 列·畢頓 以《櫻花戀》獲獎              |
| 1959 （第32届）    | 《桃色血案》         | 阿瑟·奥康纳和 喬治·坎貝爾·斯科特             | 休·格里菲斯以《賓漢》獲獎             |
| 1961 （第34届）    | 《江湖浪子》         | 傑基·葛里森和喬治·坎貝爾·斯科特              | 喬治·查格里斯以《西城故事》獲獎       |
| 1967 （第40届）    | 《我倆沒有明天》     | 金·哈克曼和迈克尔·J·波拉德                   | 喬治·甘迺迪以《铁窗喋血》獲獎         |
| 1971 （第44届）    | 《最后一场电影》     | 傑夫·布里吉和班·約翰森                       | 班·約翰森獲獎                         |
| 1972 （第45届）    | 《教父》             | 詹姆斯·凯恩、勞勃·杜瓦和艾爾·帕西諾          | 乔尔·格雷 以《酒店》獲獎              |
| 1974 （第47届）    | 《教父II》           | 勞勃·狄·尼洛、迈克尔·V·贾佐和李·斯特拉斯伯格 | 勞勃·狄·尼洛獲獎                      |
| 1976 （第49届）    | 《洛基》             | 布吉斯·梅迪斯和波特·杨                       | 贾森·罗巴兹以《大陰謀》獲獎           |
| 1977 （第50届）    | 《茱莉亞》           | 贾森·罗巴兹和麥斯米倫·雪爾                   | 贾森·罗巴兹獲獎                       |
| 1980 （第53届）    | 《凡夫俗子》         | 贾德·赫希和提摩西·荷頓                       | 提摩西·荷頓獲獎                       |
| 1983 （第56届）    | 《親密關係》         | 约翰·利思戈和傑克·尼克遜                     | 傑克·尼克遜獲獎                       |
| 1986 （第59届）    | 《前進高棉》         | 湯姆·貝林傑和威廉·達佛                       | 米高·肯恩以《漢娜姊妹》獲獎           |
| 1991 （第64届）    | 《豪情四海》         | 哈维·凯特尔和本·金斯利                       | 杰克·帕兰斯以《城市鄉巴佬》獲獎       |
| 2017 （第90届）    | 《意外》             | 伍迪·哈里遜和山姆·洛克威尔                   | 山姆·洛克威尔獲獎                     |
| 2019 （第92届）    | 《愛爾蘭人》         | 艾爾·帕西諾和乔·派西                         | 布萊德·彼特以《從前，有個好萊塢》獲獎 |
| 2020/21 （第93届） | 《猶大與黑色彌賽亞》 | 丹尼尔·卡卢亚和凱斯·史坦費爾德               | 丹尼尔·卡卢亚獲獎                     |
| 2021 （第94届）    | 《犬山記》           | 杰西·普莱蒙和寇帝·史密-麥菲                  | 特洛伊·科特蘇爾以《樂動心旋律》獲獎   |
| 2022 （第95届）    | 《伊尼舍林的女妖》   | 布蘭頓·葛利森和貝瑞·柯根                     | 關繼威以《媽的多重宇宙》獲獎          |

## 最佳女配角
| 年份            | 电影                  | 入圍者                                      | 结果                                     |
| --------------- | --------------------- | ------------------------------------------- | ---------------------------------------- |
| 1939 （第12届） | 《乱世佳人》          | 奥丽维亚·德哈维兰 和哈蒂·麦克丹尼尔         | 哈蒂·麦克丹尼尔獲獎                      |
| 1941 （第14届） | 《小狐狸》            | 帕特丽夏·科林奇和特雷莎·怀特                | 玛丽·阿斯特以《弥天大谎》獲獎            |
| 1942 （第15届） | 《忠勇之家》          | 梅·惠蒂和特雷莎·怀特                        | 特雷莎·怀特獲獎                          |
| 1943 （第16届） | 《聖女之歌》          | 格拉黛丝·库珀和安妮·里維爾                  | 卡汀娜·帕辛歐以《戰地鐘聲》獲獎          |
| 1945 （第18届） | 《慾海情魔》          | 伊芙·雅頓和安·布萊思                        | 安妮·里維爾以《玉女神駒》獲獎            |
| 1947 （第20届） | 《君子協定》          | 西莱斯特·霍姆和安妮·里維爾                  | 西莱斯特·霍姆獲獎                        |
| 1948 （第21届） | 《慈母淚》            | 芭芭拉·贝尔格迪斯和埃伦·科尔比              | 嘉麗·杜莉華以《蓋世梟雄》獲獎            |
| 1949 （第22届） | 《聖女歌聲》          | 西莱斯特·霍姆和埃尔莎·兰彻斯特              | 梅賽德絲·麥坎布雷奇以《當代奸雄》獲獎    |
| 1949 （第22届） | 《碧姬》              | 埃塞尔·巴里摩尔和埃塞爾·沃特斯              | 梅賽德絲·麥坎布雷奇以《當代奸雄》獲獎    |
| 1950 （第23届） | 《彗星美人》          | 西莱斯特·霍姆和特尔玛·里特                  | 約瑟芬·赫爾以《迷離世界》獲獎            |
| 1954 （第27届） | 《情天未了緣》        | 简·斯特林和嘉麗·杜莉華                      | 爱娃·玛丽·森特以《碼頭風雲》獲獎         |
| 1956 （第29届） | 《坏种 (1956年电影)》 | 艾琳·哈卡特和派蒂·麦考马克                  | 多羅茜·馬龍以《苦雨戀春風》獲獎          |
| 1957 （第30届） | 《冷暖人间》          | 霍普·兰格和戴安·华斯                        | 梅木三吉以《櫻花戀》獲獎                 |
| 1959 （第32届） | 《春风秋雨》          | 苏姗·科纳和胡安妮塔·摩尔                    | 雪莉·溫特斯以《安妮日記》獲獎            |
| 1963 （第36届） | 《汤姆·琼斯》         | 黛安妮·赛琳托、伊迪斯·伊万斯和乔伊斯·瑞德曼 | 瑪格麗特·魯斯福德以《一代情侣》獲獎      |
| 1965 （第38届） | 《奥赛罗》            | 乔伊丝·丽德曼和瑪姬·史密芙                  | 雪莉·溫特斯以《再生緣》獲獎              |
| 1970 （第43届） | 《国际机场》          | 海倫·海斯和瑪倫·斯塔普萊頓                  | 海倫·海斯獲獎                            |
| 1971 （第44届） | 《最后一场电影》      | 克蘿麗絲·利奇曼和艾倫·鮑絲汀                | 克蘿麗絲·利奇曼獲獎                      |
| 1973 （第46届） | 《纸月亮》            | 马德琳·卡恩和塔特姆·奥尼尔                  | 塔特姆·奥尼尔獲獎                        |
| 1975 （第48届） | 《纳什维尔》          | 罗尼·布莱克利和莉莉·汤普琳                  | 李·格蘭特以《洗发水》獲獎                |
| 1979 （第52届） | 《克拉瑪對克拉瑪》    | 简·亚历山大和梅麗·史翠普                    | 梅麗·史翠普獲獎                          |
| 1982 （第55届） | 《窈窕淑男》          | 特瑞·加尔和潔西卡·蘭芝                      | 潔西卡·蘭芝獲獎                          |
| 1985 （第58届） | 《紫色姊妹花》        | 玛格丽特·艾弗瑞和歐普拉·溫芙蕾              | 安杰丽卡·休斯顿以《現代教父》獲獎        |
| 1988 （第61届） | 《上班女郎》          | 瓊安·庫薩克和雪歌妮·薇佛                    | 吉娜·戴维斯以《意外的旅客》獲獎          |
| 1989 （第62届） | 《偽情半生》          | 安潔莉卡·休斯頓和莉娜·奥琳                  | 布兰达·弗里克以《我的左脚》獲獎          |
| 1994 （第67届） | 《百老匯上空子彈》    | 珍妮佛·提莉和黛安·韦斯特                    | 黛安·韦斯特獲獎                          |
| 2000 （第73届） | 《成名在望》          | 凱特·哈德森和法蘭西絲·麥朵曼                | 馬西雅·蓋·哈登以《波拉克與他的情人》獲獎 |
| 2001 （第74届） | 《謎霧莊園》          | 海倫·米蘭和瑪姬·史密斯                      | 珍妮佛·康納莉以《美麗境界》獲獎          |
| 2002 （第75届） | 《芝加哥》            | 皇后·拉蒂法和凱薩琳·麗塔瓊斯                | 凱薩琳·麗塔瓊斯獲獎                      |
| 2006 （第79届） | 《火線交錯》          | 艾德瑞安娜·巴拉扎和菊地凜子                 | 珍妮佛·哈德森以《夢幻女郎》獲獎          |
| 2008 （第81届） | 《誘·惑》             | 艾美·亞當斯和維奧拉·戴維斯                  | 佩内洛普·克鲁兹以《情迷巴塞隆拿》獲獎    |
| 2009 （第82届） | 《型男飛行日誌》      | 维拉·法梅加和安娜·肯德里克                  | 莫妮克以《珍愛人生》獲獎                 |
| 2010 （第83届） | 《燃燒鬥魂》          | 艾美·亞當斯和梅莉莎·李歐                    | 梅莉莎·李歐獲獎                          |
| 2011 （第84届） | 《姊妹》              | 潔西卡·崔絲坦和奧塔薇亞·史班森              | 奧塔薇亞·史班森獲獎                      |
| 2018 （第91届） | 《真寵》              | 艾瑪·史東和瑞秋·懷茲                        | 蕾吉娜·金恩以《藍色比爾街的沉默》獲獎    |
| 2022 （第95届） | 《媽的多重宇宙》      | 潔美·李·寇蒂斯和史蒂芬妮·許                 | 潔美·李·寇蒂斯獲獎                       |

## 最佳原创歌曲
| 年份            | 電影             | 入圍者 | 结果                                                                                            |
| --------------- | ---------------- | --- | ----------------------------------------------------------------------------------------------- |
| 1980 （第53届） | 《名扬四海》     | 「Fame」• 曲：邁克爾·戈爾 • 词：迪恩·皮奇福德 「Out Here on My Own」 • 曲：邁克爾·戈爾 • 词：莱斯利·戈尔                                                                                  | 「Fame」獲獎                                                                                    |
| 1983 （第56届） | 《閃舞》         | 「Flashdance... What a Feeling」 • 曲：乔吉奥·莫罗德尔 • 詞：凱思·福西 和 艾琳·卡拉 「Maniac」 • 词曲：邁克爾·辛伯羅 和 丹尼斯·馬特科斯基(Dennis Matkosky)                                | 「Flashdance... What a Feeling」獲獎                                                            |
| 1983 （第56届） | 《楊朵》         | 「Papa, Can You Hear Me?」 • 曲：米切尔·莱格兰德 • 词：艾倫·伯格曼和瑪麗蓮·伯格曼 「The Way He Makes Me Feel」 • 曲：米切尔·莱格兰德 • 词：艾倫·伯格曼和瑪麗蓮·伯格曼                     | 「Flashdance... What a Feeling」獲獎                                                            |
| 1984 （第57届） | 《浑身是劲》     | 「Footloose」 • 词曲：肯尼·羅根斯 和 迪恩·皮奇福德 「Let's Hear It for the Boy」 • 词曲： 湯姆·斯諾 和 迪恩·皮奇福德                                                                      | 《红衣女郎》插曲「I Just Called to Say I Love You」獲獎 • 词曲：史提夫·汪达                     |
| 1985 （第58届） | 《飛越蘇聯》     | 「Say You, Say Me」• 词曲：莱昂纳尔·里奇 「Separate Lives」 • 词曲：斯蒂芬·畢曉普 | 「Say You, Say Me」獲獎                                                                         |
| 1989 （第62届） | 《小美人鱼》     | 「Under the Sea」 • 曲：亚伦·孟肯 • 词：霍華德·愛許曼 「Kiss the Girl」 •曲：亚伦·孟肯 • 词：霍華德·愛許曼                                                                                | 「Under the Sea」獲獎                                                                           |
| 1991 （第64届） | 《美女与野兽》   | 「Beauty and the Beast」 • 曲：亚伦·孟肯 • 词：霍華德·愛許曼 「Be Our Guest」 • 曲：亚伦·孟肯 • 词：霍華德·愛許曼 「Belle」 • 曲：亚伦·孟肯 • 词：霍華德·愛許曼                           | 「Beauty and the Beast」獲獎                                                                    |
| 1992 （第65届） | 《阿拉丁》       | 「A Whole New World」 • 曲：亚伦·孟肯 • 词：蒂姆·赖斯 「Friend Like Me」 • 曲：亚伦·孟肯 • 词：霍華德·愛許曼                                                                              | 「A Whole New World」獲獎                                                                       |
| 1992 （第65届） | 《終極保鑣》     | 「I Have Nothing」• 曲：大卫·沃尔特·福斯特 • 词：琳達·湯普森 「Run to You」 • 曲：朱德·傅利曼(Jud J. Friedman) • 词：艾倫·瑞奇                                                            | 「A Whole New World」獲獎                                                                       |
| 1993 （第66届） | 《費城》         | 「Streets of Philadelphia」 • 词曲：布魯斯·斯普林斯汀 「Philadelphia」 • 词曲：尼尔·杨 | 「Streets of Philadelphia」獲獎                                                                 |
| 1994 （第67届） | 《狮子王》       | 「今夜感覺我的愛」 • 曲：艾爾頓·強 • 词：蒂姆·赖斯 「Circle of Life」 • 曲：艾爾頓·強 • 词：蒂姆·赖斯 「Hakuna Matata」 • 曲：艾爾頓·強 • 词：蒂姆·赖斯                                   | 「今夜感覺我的愛」獲獎                                                                          |
| 2003 （第76届） | 《冷山》         | 「The Scarlet Tide」 •词曲：T·本恩·本内特和 埃尔维斯·科斯特洛 「You Will Be My Ain True Love」 •词曲：史汀                                                                                | 《魔戒三部曲：王者再臨》插曲「Into the West」獲獎 • 词曲：法蘭·華許, 霍华德·肖 和 安妮·蓝妮克丝 |
| 2006 （第79届） | 《梦幻女郎》     | 「Listen」 • 曲：亨利·克里格爾 和 斯科特·卡特勒 • 词：安妮·普雷文 「Love You I Do」 •曲：亨利·克里格爾 •词：席依达·盖瑞特 「Patience」 •曲：亨利·克里格爾 •词：威利·雷亞爾                | 《不願面對的真相》插曲「I Need to Wake Up」獲獎 • 词曲：梅莉莎·埃瑟里奇                         |
| 2007 （第80届） | 《曼哈頓奇緣》   | 「Happy Working Song」 • 曲：亚伦·孟肯 • 词：史蒂芬·施沃茨 「So Close (Jon McLaughlin song)」 •曲：亚伦·孟肯 •词：史蒂芬·施沃茨 「That's How You Know」 •曲：亚伦·孟肯 •词：史蒂芬·施沃茨 | 《曾經。愛是唯一》插曲「Falling Slowly」獲獎 • 词曲：葛倫·韓薩 和 瑪琪達·艾格洛娃               |
| 2008 （第81届） | 《貧民百萬富翁》 | 「Jai Ho」 • 曲：A·R·拉曼 • 词：古勒扎爾 「O…Saya」 • 词曲：A·R·拉曼和 MIA | 「Jai Ho」獲獎                                                                                  |
| 2009 （第82届） | 《公主与青蛙》   | 「Almost There」 •词曲：兰迪·纽曼 「Down in New Orleans」 •词曲：兰迪·纽曼 | 《疯狂的心》插曲「The Weary Kind」獲獎 • 词曲：賴恩·賓漢 和 T·本恩·本内特                       |
| 2016 （第89届） | 《樂來越愛你》   | 「星光之城」 • 曲：賈斯汀·赫維玆 • 詞：帕塞克與保羅 「Audition (The Fools Who Dream)」 • 曲：賈斯汀·赫維玆 • 詞：帕塞克與保羅                                                             | 「星光之城」獲獎                                                                                |
| 2023 （第96届） | 《Barbie芭比》   | 「我只是肯尼」• 曲：馬克·朗森 • 詞：安德魯·瓦耶特 「 我為何而活？」• 詞曲：比莉·艾利什 和 菲尼亞斯·奧康奈爾                                                                               | 「我為何而活？」獲獎                                                                            |
| 2024 （第97届） | 《璀璨女人夢》   | 「El Mal」• 曲：克莱门特·杜科尔、卡米尔 • 詞：克莱门特·杜科尔、卡米尔、賈克·歐迪亞 「 Mi Camino」• 詞曲：克莱门特·杜科尔、卡米尔                                                          | 「El Mal」獲獎                                                                                  |